# Elena Lietti
Pour les articles homonymes, voir Lietti.
Elena Lietti, née le 1er octobre 1977 à Saronno en Lombardie, est une actrice italienne.

## Biographie
Elena Lietti commence sa carrière au théâtre avec Filippo Timi en participant à diverses production du Teatro Franco Parenti de Milan. Après quelques apparitions au cinéma, c'est principalement avec des séries télévisées italiennes qu'elle se fait connaître, notamment en jouant dans Alex and Co mais surtout en interprétant deux rôles principaux dans les propres adaptations de Niccolò Ammaniti, Il miracolo (2017) et Anna (2021).

## Filmographie

### Cinéma
- 2009 : Oggi sposi de Luca Lucini – Lorenza
- 2010 : La donna della mia vita de Luca Lucini – Lisetta
- 2011 : Il cantico di Maddalena de Mauro Campiotti –
- 2012 : Amleto2 de  Felice Cappa –
- 2012 : Il rosso e il blu de Giuseppe Piccioni – Emma Tassi
- 2015 : Folles de joie de Paolo Virzì – Annapaola
- 2016 : Come diventare grandi nonostante i genitori de Luca Lucini – Elena Leoni
- 2019 : Domani è un altro giorno de Simone Spada – Madre Bambino
- 2021 : Tre piani de Nanni Moretti – Sara
- 2021 : L'arminuta de Giuseppe Bonito – Adalgisa
- 2022 : Siccitá de Paolo Virzì
- 2022 : Les huit montagnes de Felix van Groeningen et Charlotte Vandermeersch : Francesca
- 2023 : Il primo giorno della mia vita de Paolo Genovese
- 2023 : Vers un avenir radieux (Il sol dell'avvenire) de Nanni Moretti

### Télévision
- 2013 : I delitti del BarLume (épisode La carta più alta) d'Eugenio Cappuccio –
- 2015 : Alex & Co. (saison 1 et 2) de Claudio Norza – Elena Leoni
- 2017 : The Comedians (saison 1, épisode 3) de Luca Lucini – Giovanna Costa
- 2017 : Il miracolo (série télévisée, 8 épisodes) – Sole Pietromarchi
- 2021 : Anna (mini-série, 6 épisodes) – Maria Grazia
- 2025 : M. Il figlio del secolo (mini-série, 8 épisodes) – Velia Matteotti (it)

## Théâtre
- 2011 : Posso uscire anche a mezzanotte, mise en scène d'elle-même
- 2011 : Amleto2, mise en scène de Filippo Timi
- 2013 : Ondine de Jean Giraudoux, mise en scène d'Andrée Ruth Shammah
- 2013 : Il Don Giovanni. Vivere è un abuso, mai un diritto, mise en scène de Filippo Timi
- 2014 : La sirenetta, mise en scène de Filippo Timi
- 2014 : Les Amoureux (Gl'innamorati) de Carlo Goldoni, , mise en scène d'Andrée Ruth Shammah